# Rio Jequi
O rio Jequi (também chamado de rio Santo Antônio)  é um curso d'água intermitente no estado brasileiro da Bahia, integrando a bacia do rio Paraguaçu, na Chapada Diamantina.
É um dos afluentes do rio Una, e corta o distrito de Novo Acre, em Ibicoara, cujo povoamento inicial se deu com o pouso de garimpeiros às margens do rio (razão pela qual a aldeia também era originalmente chamada de Jequi).